# 新加坡奧林匹克理事會
新加坡奧林匹克理事會（Singapore National Olympic Council）是新加坡的國家奧林匹克委員會。該組織成立於1947年，是國際奧委會和亞洲奧林匹克理事會的成員。1948年，首次派員參加在英國倫敦舉辦的夏季奧運會。
現時，新加坡奧林匹克委員會的總部設於新加坡，主席是傅海燕。
參加國際奧委會賽事的代碼於2016年9月時變更為SGP。

## 外部連結
- 新加坡奧林匹克理事會 （页面存档备份，存于）